# Светски дан борбе против трговине људима
Светски дан борбе против трговине људима обележава се 30. јула. Овај дан установљен је Резолуцијом Генералне скупштине Уједињених нација у новембру 2013. У Резолуцији је истакнуто да је обележавање овог дана неопходно због подизања свести о трговини људима у глобалној јавности. 
Установљењу овог дана претходило је заседање Генералне Скупштине 2010. на којој је усвојен Глобални план за борбу против трговине људима, којим је сугерисано националним владама широм света да раде на координацији, као и на предузимању мера којима ће се радити на превенцији овог проблема. Један од најважнијих одлика Плана јесте установљење Добровољног фонда за жртве трговине људима, посебно жена и деце.
Према подацима Уједињених нација око 600.000 жена, деце и мушкараца сваке године се нађе у ланцу трговине људима.
Канцеларија Уједињених нација за борбу против дроге и криминала (UNDOC) осмислила је акцију којом настоји да подстакне људе широм света, поготово младе, да изразе не само солидарност са милионима жртава трговине људима, већ и да им пруже подршку. UNDOC је посвећен да покрене масовну активност на друштвеним мрежама користећи хаштаг #igivehope који би требало да служи као опомена за друштво, али и као подршка за све они су преживели трговину људима.
Овај дан се обележава широм света. Истиче се да је најбоља превенција едукација грађана, посебно најмлађих.